# Privat Pirat
Privat Pirat er en film af Errol Norstedt fra 1996. Filmen indeholder sketcher og musikvideoer. Andre som deltager er Norstedts kæreste Leila Bergendahl og vennen Jan-Åke Fröidh. I musikvideoerne til "Bonnatwist" og "Småländsk Sommarnatt" vises Norstedts tidligere kæreste Hanne Mikkelsen.

## Indhold
- I Gungstolen (på dansk: I gyngestolen).
- Vintersnö (på dansk: Vintersne)
- Bonnatwist (Musikvideo)
- Ronketi-Ronk-Rapping (på dansk: Spilleti-Spill-Rap).
- "Nej" Med Eddie Meduza
- Lilla Lisa Berättar En Vits (på dansk: Lille Lisa fortæller en vittighed).
- Eddie Berättar En Vits
- Eddie Våldtar Kvinnosakskvinna (på dansk: Eddie voldtager feminist).
- Småländsk Sommarnatt (Musikvideo) (på dansk: Sommernat I Småland).
- Historien Om Kalle Bandare
- Jag Älskar Dig (Musikvideo) (på dansk: Jeg Elsker Dig).
- Alkisarnas Fyllefest (på dansk: alkoholikeres drukfest).
- Hos Doktorn (på dansk: hos lægen).
- Vasaloppet (på dansk: Vasaløbet).
- Jägarstunden (på dansk: Jægerstunden).
- Gammal Käring Blir Påsatt (på dansk: gammel dame bliver kneppet).